# Esther Poot Cahum
Esther Secundina Poot Cahum (Tihosuco, Felipe Carrillo Puerto, Quintana Roo) mujer indígena, maestra, defensora  y promotora cultural, trabaja para preservar la lengua maya y reivindicar políticas lingüísticas que garanticen la conservación de la identidad así como la cultura milenaria de esta comunidad. Fue galardonada con el Premio Estatal de la Juventud 2020. 

## Biografía
Hija de padre y madre indígena maya es la número siete de diez hermanos, fue maestra de preescolar en comunidad indígena y trabajó en CONAFE. Realizó sus estudios en la Universidad Intercultural Maya de Quintana Roo en donde actualmente imparte asignaturas para hablantes de las diferentes lenguas indígenas de la región. 
Es una mujer maya y defensora que ha procurado la recuperación y resguardo de plantas medicinales porque está convencida de que volver al uso cotidiano de las plantas para la sanación es una manera de resistir ante el despojo del territorio.
Ha colaborado con el INALI como parte de la región etnolingüística del  Mayab. 
Forma parte de la directiva del Comité Academia de lengua y Cultura Maya de Quintana Roo 2020-2023 en el área de docencia e investigación. 

## Aportaciones
- Ha realizado investigación en las áreas de adquisición del lenguaje, análisis del discurso y antropología lingüística.
- Trabaja en el desarrollo fonológico en niños que adquieren el español como lengua materna. [9]
- Aborda la tradición oral, específicamente la narrativa tradicional, ampliando el acervo a través de registro personal en campo y compilación de materiales publicados e inéditos de otros investigadores. [10]

"La mujer maya también debe Pensarse, sentirse y escucharse. Parte de mi experiencia, es porque nos olvidamos de nosotras, desde la cosmovisión maya, hemos permitido que se duerma el óol el tsikbal (el ser, la conversación profunda) el tsikbal es una herramienta pedagógica para sanar a las mujeres, podemos ser medicina”.
Esther Poot

## Reconocimientos
- Ganadora del concurso de oratoria indígena. [11]
- Recibió el premio Estatal de la Juventud 2020 de parte del Instituto Quintanarroense de la Juventud, por sus actividades educativas, culturales y de fortalecimiento de la lengua maya en escuelas rurales del Consejo Nacional de Fomento Educativo. [12]